# Michael Rady
Pour l’article homonyme, voir Rady.
Michael Rady est un acteur américain né le 20 août 1981.

## Biographie
Il a suivi des cours de théâtre. Il décroche un rôle dans Quatre Filles et un jean en 2005. Il reprend son personnage pour la suite du film en 2008. On le voit aussi dans un épisode de Grey's Anatomy. En 2009, il obtient un des rôles principaux dans Melrose Place : Nouvelle Génération. Il y incarne Jonah Miller. Cette série est annulée en 2010 faute d'audience. En 2011, il revient dans la nouvelle série, Dr Emily Owens, dans laquelle il joue Micah Barnes, un médecin qui travaille au Denver Memorial Hospital. De 2014 à 2015 il joue le rôle de Lachlan Moore dans la série Jane the Virgin diffusée sur la CW. Depuis 2015 il enchaîne les rôles dans des téléfilms de la Hallmark Channel, devenant l'un des acteurs emblématiques de la chaîne. En 2021 il retourne à la série médicale en jouant le rôle du Docteur Matt Cooper dans la saison 7 de Chicago Med.

## Vie privée
Michael Rady est végan. Il est marié à Rachael Kemery depuis 2010, avec qui il a quatre enfants.

## Filmographie

### Cinéma
- 2005 : Quatre filles et un jean : Kostos
- 2006 : Coast Guards : Nick Zingaro
- 2008 : Quatre filles et un jean 2 : Kostos
- 2008 : In Search Of : Jack
- 2013 : Random Encounters : Kevin
- 2014 : The Occupants : Wade
- 2018 : Secret Santa : Ty

### Télévision

#### Séries télévisées
- 2006 : Sleeper Cell (4 épisodes) : Jason
- 2007 : Les Experts : Manhattan (saison 4, épisode 4) : Kevin Murray
- 2007 : Urgences (saison 14, épisodes 6 & 8) : Brian Moretti
- 2008 : Swingtown (13 épisodes) : Doug Stephens
- 2008-2009 : Greek (14 épisodes) : Max Tyler
- 2009 : The Closer : L.A. enquêtes prioritaires (saison 4, épisode 14) : Sam Linsky
- 2009 : Grey's Anatomy (saison 5, épisode 17) : Mike Shelley
- 2009-2010 : Melrose Place : Nouvelle Génération (18 épisodes) : Jonah Adam Miller
- 2010 : Médium (saison 6, épisode 20) : Liam McManus
- 2010 : Castle (saison 3, épisode 1) : Evan Murphy
- 2011 : Happy Endings (saison 1, épisode 10) : John
- 2011-2012 : Mentalist (9 épisodes) : Luther Wainwright
- 2012 : House of Lies (4 épisodes) : Wes Spencer
- 2012-2013 : Dr Emily Owens (13 épisodes) : Micah Barnes
- 2014 : Intelligence (13 épisodes) : Chris Jameson
- 2014-2016 : Jane the Virgin (8 épisodes) : Lachlan Moore
- 2015 : Stalker (saison 1, épisode 14) : Dave Knox
- 2016 : UnReal (10 épisodes) : Coleman Wasserman
- 2017 : Lucifer (saison 3, épisode 8) : Mack Slater
- 2017-2018 : Atypical (épisodes 1x08, 2x03, 2x08) : Miles
- 2018 : Timeless (8 épisodes) : Nicholas Keynes
- 2019 : Le Résident (saison 2, épisode 12) : Sam
- 2019 : Instinct (saison 2, épisodes 8 & 9) : Cormac Rego
- 2020 : The Baker and the Beauty (saison 1, épisodes 5 & 6) : Kurt Malick
- 2021 : The Equalizer (saison 1, épisode 1) : Reese Pruitt
- 2021 : New Amsterdam (saison 3, épisode 11) : Dr Hans Paré
- 2021 : Chicago Med (saison 7) : Dr Matt Cooper
- 2023 : Magnum (2018) : Détective HPD Chris Childs (saison 5)
- 2024 - 2025 : Tracker : Elliott Rusch (saison 2, épisode 4 et 11)

#### Téléfilms
- 2006 : Orpheus de Bruce Beresford : Greg
- 2015 : Temps nuageux avec risque d'amour (Cloudy With A Chance Of Love) de Bradford May : Quentin Sterling
- 2015 : Parce que c'était toi (It Had to Be You) de Bradford May : Derrick Henderson
- 2016 : Noël avec une star (Christmas in Homestead) de Steven R. Monroe : Matt Larson
- 2017 : Une coach pour Noël (A Joyous Christmas) d'Allan Harmon : Jack Nelson
- 2017 : The Get de James Strong : Tom
- 2018 : Noël à Pemberley (Christmas at Pemberley Manor) de Colin Theys : William Darcy
- 2019 : Un coup de foudre en garde partagée (Love to the Rescue) de Steven R. Monroe : Eric Smith
- 2020 : Les 12 traditions de Noël (Two Turtle Doves) de Lesley Demetriades : Sam Taylor
- 2020 : You're Bacon Me Crazy d'Allan Harmon : Gabe
- 2020 : L'accord parfait de Noël (The Christmas Bow) de Clare Niederpruem : Patrick
- 2021 : Ma résolution du Nouvel An (A New Year's Resolution) de Lesley Demetriades : Tom Malone
- 2023 : Where are you Christmas? de Dustin Rikert: Hunter